# مالكوم هال
مالكوم هال (بالإنجليزية: Malcolm Hall)‏ هو مصمم أزياء بريطاني، ولد في 14 ديسمبر 1947.